# Sven Ingemar Ljungh
Sven Ingemar Ljungh, né le 5 juin 1757 à Björkö, dans le comté de Jönköping, et mort le 12 septembre 1828 à Bälaryd, toujours dans le comté de Jönköping, est un naturaliste suédois.

## Biographie
Il fait ses études à Jönköping et devient un élève du lexicographe Håkan Sjögren qui lui apprend le latin. Au lycée de Växjö, il bénéficie d'un solide enseignement en botanique. Il fréquente le gymnase à Växjö et se rend à Uppsala en 1775, où il obtient en 1777 un diplôme en théologie. Il amorce ensuite l'étude de la médecine qui est interrompue lorsqu'il est gravement atteint par le paludisme. Après sa convalescence, il obtient une position dans la fonction publique suédoise en tant que commis dans le système judiciaire. En 1778, il est nommé bailli adjoint dans la région du Vedbo au Småland. Il se prend alors d'intérêt pour l'histoire naturelle et fréquente la maison du naturaliste Carl von Linné et de son fils Carl von Linné le Jeune.
Devenu un érudit réputé, il entretient une correspondance avec de nombreux scientifiques de son temps, dont Carl Thunberg et Erik Acharius. Il collectionne des rongeurs, des insectes, des oiseaux et des mollusques, parvenant à en découvrir et à en décrire de nombreuses nouvelles espèces. En 1803, sa collection d'insectes était estimée à près de 6000 espèces. Il a également publié de nombreuses monographies sur les animaux exotiques de Java, de Ceylan et de la colonie du Cap.
Élu membre de l'Académie royale des sciences de Suède en 1808, ses travaux sur l'agriculture et à la météorologie lui ont valu l'Ordre de Vasa.
Après sa mort, les fils de Sven Ingemar Ljungh, qui ne partageaient guère la passion de leur père pour l'histoire naturelle, ont vendu et dispersé ses collections.